# والکسفلده
والکسفلده (به آلمانی: Walksfelde) یک شهر در آلمان است که در هرتسوگتوم لاونبورگ واقع شده‌است.
 والکسفلده  ۱۸۵ نفر جمعیت دارد.